# Mayreau
Mayreau – najmniejsza z zamieszkałych wysp w archipelagu Grenadyn w południowej części Małych Antyli na Morzu Karaibskim. Wyspa należy politycznie do Saint Vincent i Grenadyny.

## Geografia
Mayreau znajduje się około 65 km na zachód od głównej wyspy Saint Vincent, i około 10 km na północny wschód od wyspy Union Island i około 10 km na południowy zachód od Canouan. Wyspa ma powierzchnię około 3,8 km ², jest długości około 2 km i około 1 km szerokości.
Społeczeństwo wyspy zamieszkuje głównie wieś Old Wall w południowo-zachodniej jej części. 
Populacja wynosi około 300 mieszkańców. Ludność ta zajmuje się głównie turystyką i rybołówstwem.
Na wyspę można dostać się jedynie drogą morską, gdyż nie posiada lotniska, są codzienne połączenia promowe z sąsiednimi wyspami Union Island i Canouan Island.
Około 2 km od wschodniego wybrzeża wyspy Mayreau znajduje się rezerwat przyrody na Tobago Cays.

## Historia
Od 2002 roku wyspa posiada sieć energii elektrycznej wytwarzanej przez generator.

## Zdjęcia

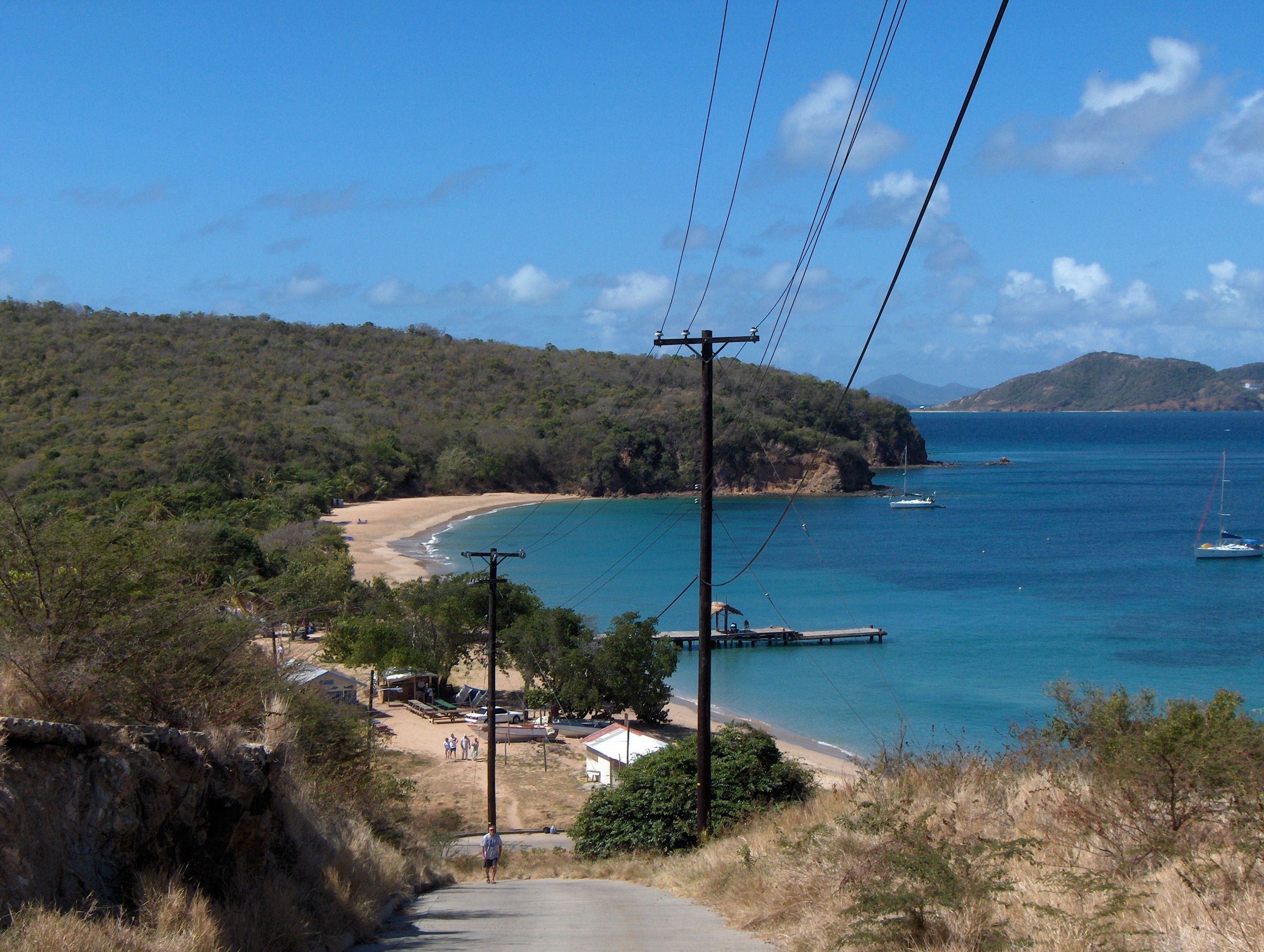
Plaża Saline Bay
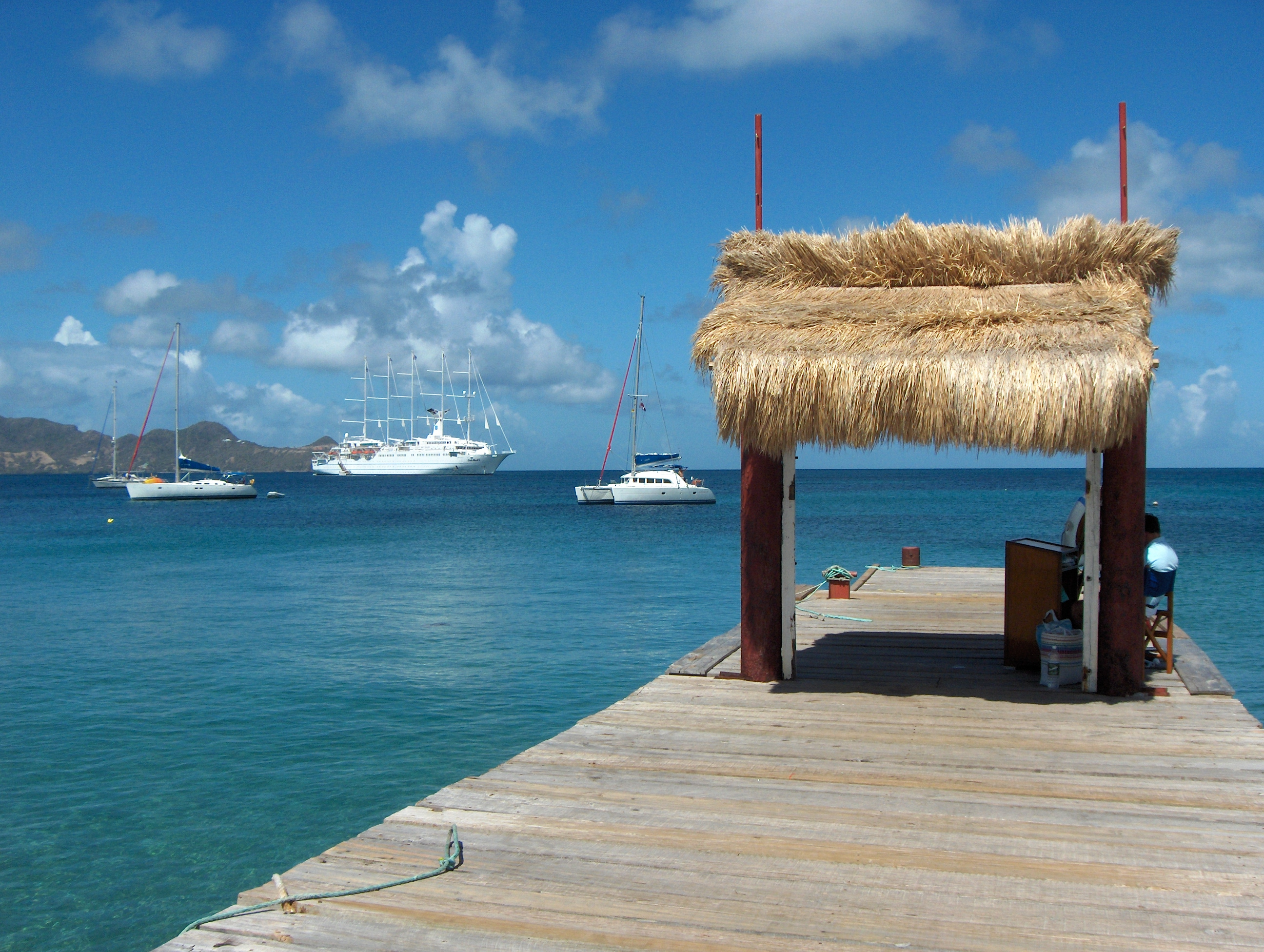
Pomost na Saline Bay
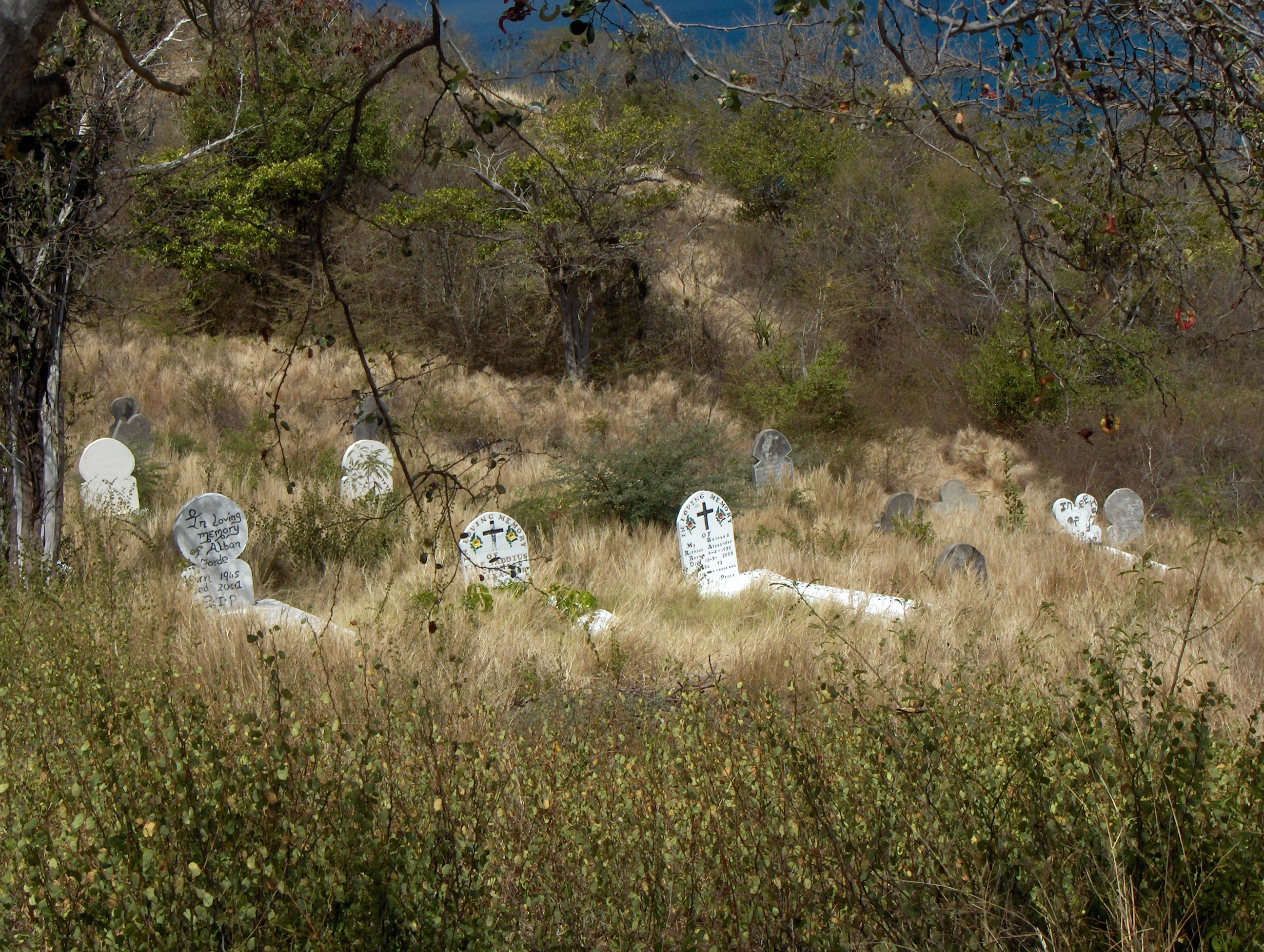
Cmentarz Mayreau